# 売薬税
売薬税（ばいやくぜい）は、日本で行われていた売薬に課せられた租税である。消費税のひとつにかぞえられる。
徴税の方式としては、印紙を貼付する形式であるので「売薬印紙税」ともいわれた。
明治10年の売薬規則から行われ、従価1割の税率であったが、売薬は医薬を用いることができない、比較的下層ともされる階層によって多く使用されるもので、また、衛生の見地からすると、これに税を課することは不可であるとされ、悪税とする声も高く、とうとう第五十一議会において、大正15年から廃止された。